# Pauropsylla ficicola
Pauropsylla ficicola är en insektsart som beskrevs av Jean-Jacques Kieffer 1905. Pauropsylla ficicola ingår i släktet Pauropsylla och familjen spetsbladloppor. Inga underarter finns listade i Catalogue of Life.